# にゃんことカイザー
『にゃんことカイザー』は、珠月まやによる日本の漫画作品。
かつて『もえよん』（双葉社）にて連載された『ブリードスター』が同誌が休刊によりカイザー以外の登場人物を一新してタイトル変更と共に移籍。『まんが4コマKINGSぱれっと』（一迅社）において連載が再開された。
主人公のバイオテクノロジー犬・カイザーと3人の幼稚園女児が織りなす日常を描いた、下ネタをふんだんに織り交ぜたギャグ4コマ漫画である。

## あらすじ
動物の育成を勉強する「ブリードスクール」に通う3人の幼稚園児と、その教師であるバイオ犬・カイザーとの平和な日常を描く。

## 登場人物
カイザー
バイオテクノロジーで作られたバイオ犬。下ネタ連想能力が高くいたって普通の単語に対して「○○ってエロくない!?」が口癖。ブリードスクールの教員であるが、全年齢の範囲ではあるがしょっちゅう3人の教え子達にセクハラまがいの言動や行動を繰り返し、その度にりんごから激しいツッコミを受け殴られている。にゃんこの事が好きでアプローチを繰り返すが、前述したセクハラまがいのアプローチが多く特に進展には至っていない。医師免許を持っていたが、いつものセクハラを繰り返しているうちに剥奪された。物語後半でバイオ技術により人間の幼女体型に変身することが可能となるが、性格は全く変わっていない。
にゃんこ
ブリードスクールの生徒。カイザーの呼称は「にゃんこちゃん」。純真な心を持ち、カイザーの下ネタの意味もよく分かっていない。また、後述するりんごのアプローチにも、本質的に気付いていない。基本的に「カイザーを含めみんな良いお友達」がスタンスである。
りんご
ブリードスクールの生徒。カイザーの呼称は「りんごっち」。にゃんこの事が好きで、カイザーの毒牙から身を挺して守っている。下ネタに関しては知識があり、カイザーのツッコミ役としての立ち回りが多い。実家は超の付くお金持ちで、お年玉にゴールドカードを貰ったり、クリスマスプレゼントに油田の権利書を持ってくるなど、金銭感覚が庶民とは一線を画している。
からす
ブリードスクールの生徒。カイザーの呼称は「からすさん」。終始クールで、カイザーの下ネタの意味もりんごの恋心も理解しているが、冷静なツッコミが主である。お金が大好きで、りんごの資産を狙ったり、医師時代のカイザーと結婚しようと目論むも後に反故にしている。

## ブリードスター
前述のとおり本作の前身にあたる物語で単行本の第1巻と第2巻に収録されている。

### ブリードスターの登場人物
犬威わんこ
ブリードスクールの生徒。にゃんこの姉
鳥島すずめ
ブリードスクールの生徒。こわがり
猫井音子
ブリードスクールの生徒。動物が嫌いだから入学
薔薇真理
ブリードスクールの生徒。自称プリンセスの良家のお嬢様であだ名はバラバラ
柊桃枝
ブリードスクールの生徒。どんな動物にも好かれる毒舌娘
ヨン
ブリードスクールの先生。
プリン
メスのバイオ犬。カイザーに惚れている
弟君
カイザーの弟のバイオ犬。本名不明

## 書誌情報
一迅社、全3巻
1. ISBN 978-4758080118
2. ISBN 978-4758080378
3. ISBN 978-4758080712